# Kaiser-Wilhelm-Denkmal (Düsseldorf)

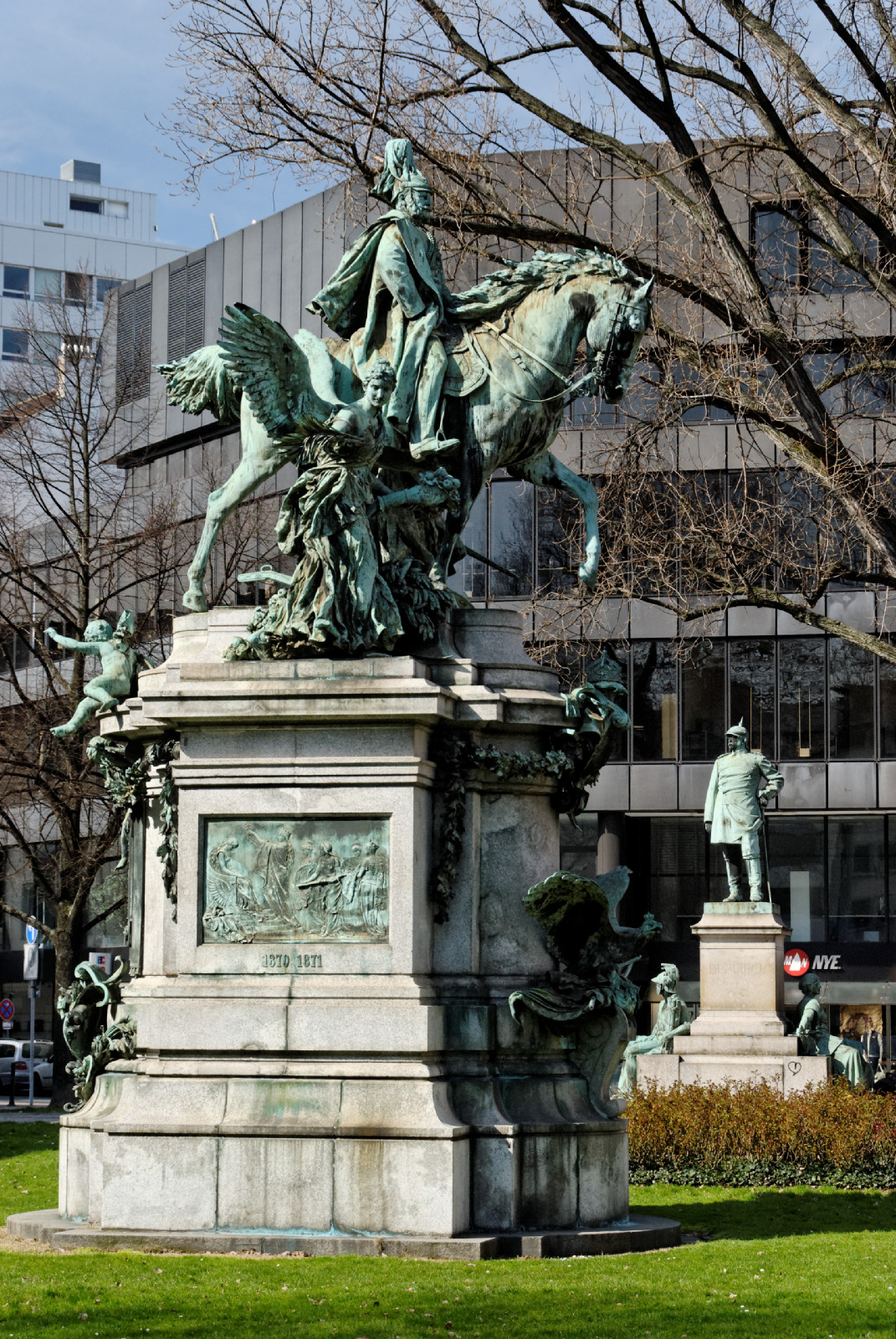
Kaiser-Wilhelm-Denkmal auf dem Martin-Luther-Platz in Düsseldorf, rechts das Bismarck-Denkmal

Das Kaiser-Wilhelm-Denkmal in Düsseldorf ist eines von zahlreichen Kaiser-Wilhelm-Denkmalen, die während des Deutschen Kaiserreichs errichtet wurden und glorifiziert Wilhelm I. als dessen „Reichsgründer“ sowie als Sieger über das Zweite Kaiserreich.

## Entstehungsgeschichte

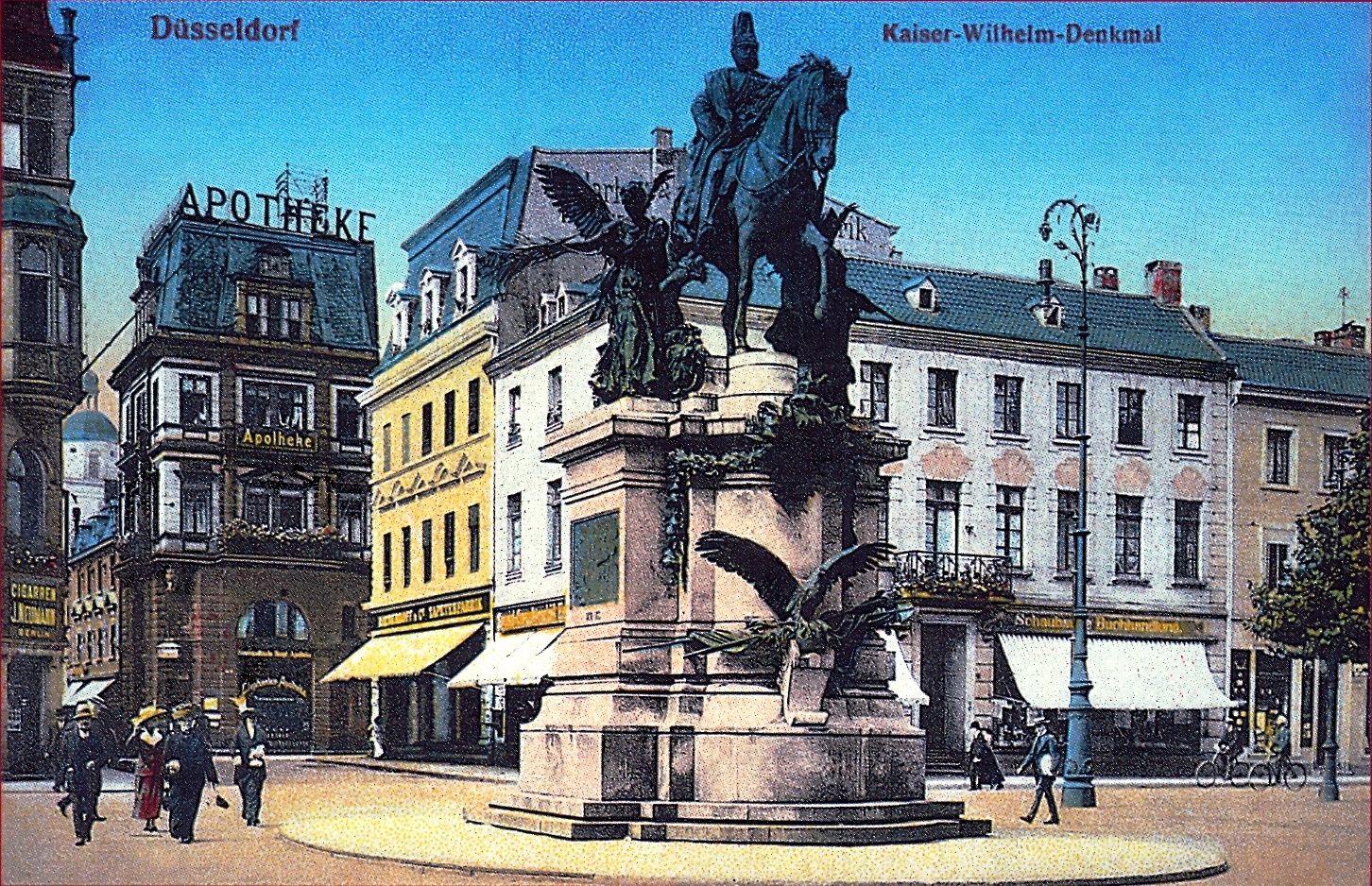
Kaiser-Wilhelm-Denkmal auf der Alleestraße (heute Heinrich-Heine-Allee), Ansichtskarte um 1910

Die Planungen für das Denkmal begannen 1888. Das am 18. Oktober 1896 eingeweihte Reiterstandbild wurde von dem Bildhauer Karl Janssen, Professor an der Kunstakademie Düsseldorf, geschaffen. Es befand sich ursprünglich an der Alleestraße (heute Heinrich-Heine-Allee) im Bereich der Kreuzung mit der Bolkerstraße bzw. Elberfelder Straße.  Kunstgeschichtlich ist das Denkmal dem Historismus, genauer dem Neobarock zuzuordnen. Ein Vorbild hat es im Berliner Kaiser-Wilhelm-Nationaldenkmal. 

## Beschreibung
Das Reiterstandbild steht seit 1988 im Stadtteil Stadtmitte auf der Mittelachse des Martin-Luther-Platzes zwischen der Johanneskirche und dem nordrhein-westfälischen Justizministerium. Flankiert wird das Kaiser-Wilhelm-Denkmal auf dem Martin-Luther-Platz von dem Bismarck-Denkmal und von dem Rest des Moltke-Denkmals. Die damit geehrten Zeitgenossen Wilhelms galten als seine „Paladine“. Der neue Denkmalstandort auf dem Martin-Luther-Platz, der axial auf das Hauptportal der Johanneskirche, der großen evangelischen Stadtkirche Düsseldorfs, ausgerichtet ist, bringt zum Ausdruck, dass Wilhelm I. als König von Preußen der „summus episcopus“ der unierten Kirchen (Kirche der Altpreußischen Union) war und so eine besondere Bedeutung für die evangelischen Protestanten Düsseldorfs hatte.
Die Plastik zeigt Kaiser Wilhelm I. als Feldherrn, gekleidet in einer Generalsuniform mit Mantel und Federbuschhelm, auf einem Pferd reitend. Er wird begleitet von den Genien des Krieges und des Friedens. Die drei Figuren sind in Bronze gegossen. Sie stehen auf einem Granitsockel. Der Sockel wird an der Vorder- und Rückseite mit Kartuschen, Wappen und Emblemen aus Bronze geschmückt. Diese versinnbildlichen das Deutsche Reich, das Königreich Preußen und die Stadt Düsseldorf. Zwei Flachreliefs mit allegorischen Darstellungen zu Ereignissen der Geschichte des Königreichs Preußen und Wilhelm I. schmücken den Sockel: Ein Flachrelief zeigt den Untergang des Heiligen Römischen Reichs deutscher Nation; eine Kriegsfurie, die die Napoleonischen Kriege symbolisiert, schreitet mit Geißel und brennender Fackel über die am Boden liegende Germania. Im Hintergrund dargestellt ist die Flucht der Königin Luise und ihrer Kinder im Jahre 1806, ein Kindheitserlebnis Wilhelm I. Das andere Flachrelief zeigt die Borussia, die bei der Reichsgründung die Krone von den Bundesstaaten erhält, ein Hinweis auf die Annahme der Kaiserwürde durch Wilhelm I. im Jahre 1871. Auf der Schmalseite des Denkmalsockels, die auf den Turm der Johanneskirche ausgerichtet ist, erhebt sich ein bronzener Reichsadler über liegenden Fahnen des Zweiten Kaiserreichs. Die gegenüberliegende Schmalseite zeigt unter einer Girlande und zwei bronzenen Putten ein bronzenes Schild mit der Fraktur-Inschrift „Dem Begründer des deutschen Reiches das dankbare Düsseldorf.“.
Eine separate Erklärtafel, die sich auf alle drei Denkmäler am Martin-Luther-Platz bezieht (Text in Versalien), steht am Bürgersteig auf Höhe des Kaiser-Wilhelm-Denkmals (Stand 29. Juni 2023):
Im Jahre 1896 wurde das von Karl Janssen (1855-1927) geschaffene Kaiser-Wilhelm-Denkmal auf der Alleestraße, der heutigen Heinrich-Heine-Allee, aufgestellt.
1899 folgte das Bismarck-Denkmal von August Bauer (1868-1961) und Johannes Röttger (1864-1943).
Als drittes Monument wurde 1901 das Moltke-Denkmal von J.C.Hammerschmitt (1873-1926) enthüllt. Letzteres ging im 2. Weltkrieg bis auf eine Sockelplastik verloren.